# IC 4674
IC 4674 је спирална галаксија у сазвјежђу Паун која се налази на листи објеката дубоког неба у Индекс каталогу.
Деклинација објекта је - 62° 23' 42" а ректасцензија 18h 8m 13,3s. Привидна величина (магнитуда) објекта IC 4674 износи 14,2 а фотографска магнитуда 14,9. Налази се на удаљености од 39,317 милиона парсека од Сунца. IC 4674 је још познат и под ознакама ESO 140-1, IRAS 18035-6224, SAO 254145 (8.3) 1.5' n, PGC 61445.